# Sinja Gorica
Sinja Gorica este o localitate din comuna Vrhnika, Slovenia, cu o populație de 479 de locuitori.